# Driver (серия игр)
Driver (с англ. — «Водитель») — серия компьютерных игр, разработанная Reflections Interactive (ныне Ubisoft Reflections). Изначально издавалась GT Interactive, затем Infogrames/Atari, а теперь — Ubisoft. Игровой процесс состоит из смеси приключенческого боевика и вождения в открытом мире. С момента запуска серии в 1999 году было выпущено пять основных частей.
По состоянию на август 2011 года серия игр разошлась тиражом более 16 миллионов копий по всему миру.

## Игры
| Название       | Платформы            | Платформы         | Платформы        | Платформы      | Год  |
| -------------- | -------------------- | ----------------- | ---------------- | -------------- | ---- |
| Название       | Sony                 | Microsoft         | Nintendo         | Apple          | Год  |
| Driver         | PlayStation          | Windows           | Game Boy Color   | Macintosh, iOS | 1999 |
| Driver 2       | PlayStation          | Нет               | Game Boy Advance | Нет            | 2000 |
| Driver 3       | PlayStation 2        | Xbox, Windows     | Game Boy Advance | Нет            | 2004 |
| Parallel Lines | PlayStation 2        | Xbox, Windows     | Wii              | Нет            | 2006 |
| Driver 76      | PlayStation Portable | Нет               | Нет              | Нет            | 2007 |
| San Francisco  | PlayStation 3        | Xbox 360, Windows | Wii              | Mac OS X       | 2011 |
| Renegade       | Нет                  | Нет               | 3DS              | Нет            | 2011 |

### Основные игры серии

#### Driver 2
Вторая часть Driver была выпущена для PlayStation 13 ноября 2000 года в США компанией Infogrames (ныне известный как Atari), а затем портирована на Game Boy Advance в 2002 году (в укороченном варианте).
По сюжету полицейский под прикрытием Джон Таннер работает вместе с новым партнёром по службе, детективом Тобиасом Джонсом. Действие происходит в четырёх реальных городах (Чикаго, Гавана, Лас-Вегас, Рио-де-Жанейро). Это была первая игра в серии с функцией игры для двух игроков. Кроме этого, в игру была добавлена возможность выйти из автомобиля в любое время для того, чтобы украсть чужой автомобиль на улице.

#### Driver 3
Третья часть в серии Driver. Первая игра, которая получила рейтинг Мature (для взрослых) ESRB (первые две были оценены Teen). Игра была выпущена для PlayStation 2 5 апреля 2004 года, для Xbox 15 июня 2004 года в (США) и на GBA в 2005 году (в укороченном варианте). Игра имела низкие рейтинги (несмотря на новые возможности, такие как возможность использования огнестрельного оружия, чего не было в первых двух частях игры).
Действие игры происходит в Майами, Ницце и Стамбуле, главный герой — постаревший полицейский Таннер. Впоследствии она была выпущена для PC и Game Boy Advance. Игры продаются довольно хорошо, несмотря на плохие отзывы на пресный сюжет, плохой контроль и обилие багов.

#### Driver: Parallel Lines
Четвёртая игра в серии, Driver: Parallel Lines, была выпущена 14 марта 2006 года для PlayStation 2 и Xbox, и в июне 2007 года для PC и Wii. Это первая игра в серии, которая получила рейтинг «18» в Великобритании. Задача Parallel Lines — «вернуть серию к её корням», сосредоточив внимание больше на вождении.
Игра сильно отличается в некоторых аспектах от своих предшественников. В сюжете больше нет полицейского под прикрытием Таннера, и игра проходит только в одном месте — Нью-Йорке. Имя нового главного игрока — T.K., и он — уголовник, а не полицейский. Игра включает в себя два временных периода: 1978 и 2006 год. По сюжету игры главный герой приговорён к тюремному заключению на 28 лет и возвращается на свободу в 2006 году. Игра получила лучшие отзывы, но в отличие от Driv3r, не продавалась особенно хорошо.

#### Driver 76
Driver 76 — первая игра из серии, выпущенная для PlayStation Portable. Выпущена 8 мая 2007 года в США, а 11 мая 2007 года в ЕС. Игра представляет собой приквел к Driver: Parallel Lines.
Главный герой — парень по имени Рэй (который был показан в Driver: Parallel Lines, Wheelman). Он влюбляется в Чи Чен, но у неё уже есть другой парень, Джимми. После обретения уважения со стороны её отца Рэй предан и должен зарабатывать деньги.
Одним из отличий Driver 76 от остальных игр серии является то, что в кат-сценах используются иллюстрации в стиле комиксов, а не кинематографические ролики.

#### Driver San Francisco
Главный герой игры вновь полицейский Джон Таннер (на момент событий ему 38 лет). Действие разворачивается через несколько месяцев после событий Driver 3.
Джон Таннер и Чарльз Джерико выжили после перестрелки в Стамбуле и вернулись в США. Переехав из Майами в Сан-Франциско, Таннер продолжает патрулировать улицы города. Джерико же должны вынести приговор суда. Он успевает заключить договор с известным заключенным Руфусом.
В данной игре убрана возможность выходить из автомобиля, введённая в Driver 2.

#### Driver: Renegade 3D
В игре для Nintendo 3DS Driver: Renegade 3D рассказывается о Джоне Таннере, пытающемся расправиться с преступными группировками Нью-Йорка. Она была выпущена в сентябре 2011 года одновременно с Driver: San Francisco.

#### Driver: Speedboat Paradise
Free-to-play-игра для смартфонов была выпущена на iOS и Android в декабре 2014 года. Игра, в которой используются покупки в приложении, вращается исключительно вокруг миссий на скоростных катерах.

## Отмененная экранизация
В 2021 году Ubisoft заявила, что планирует снять экранизацию по мотивам серии Driver. Выход планировался на стриминговом сервисе Binge. Экранизация была отменена в июле 2024 года. Причиной отмены стало закрытие продюсерской студии Hotrod Tanner LLC, которая и должна была заниматься адаптацией.